# 奇萨尔皮纳共和国

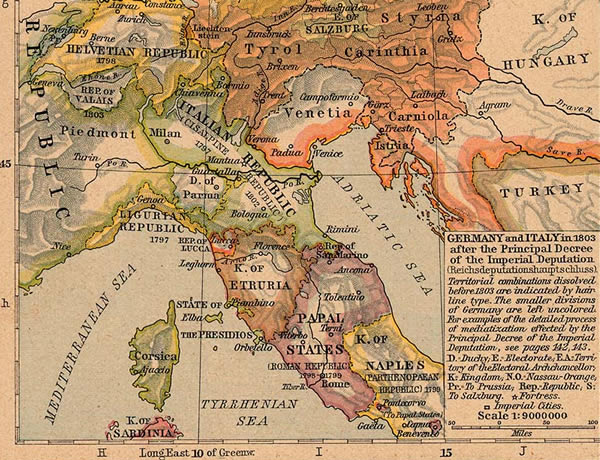
1803年的北義大利

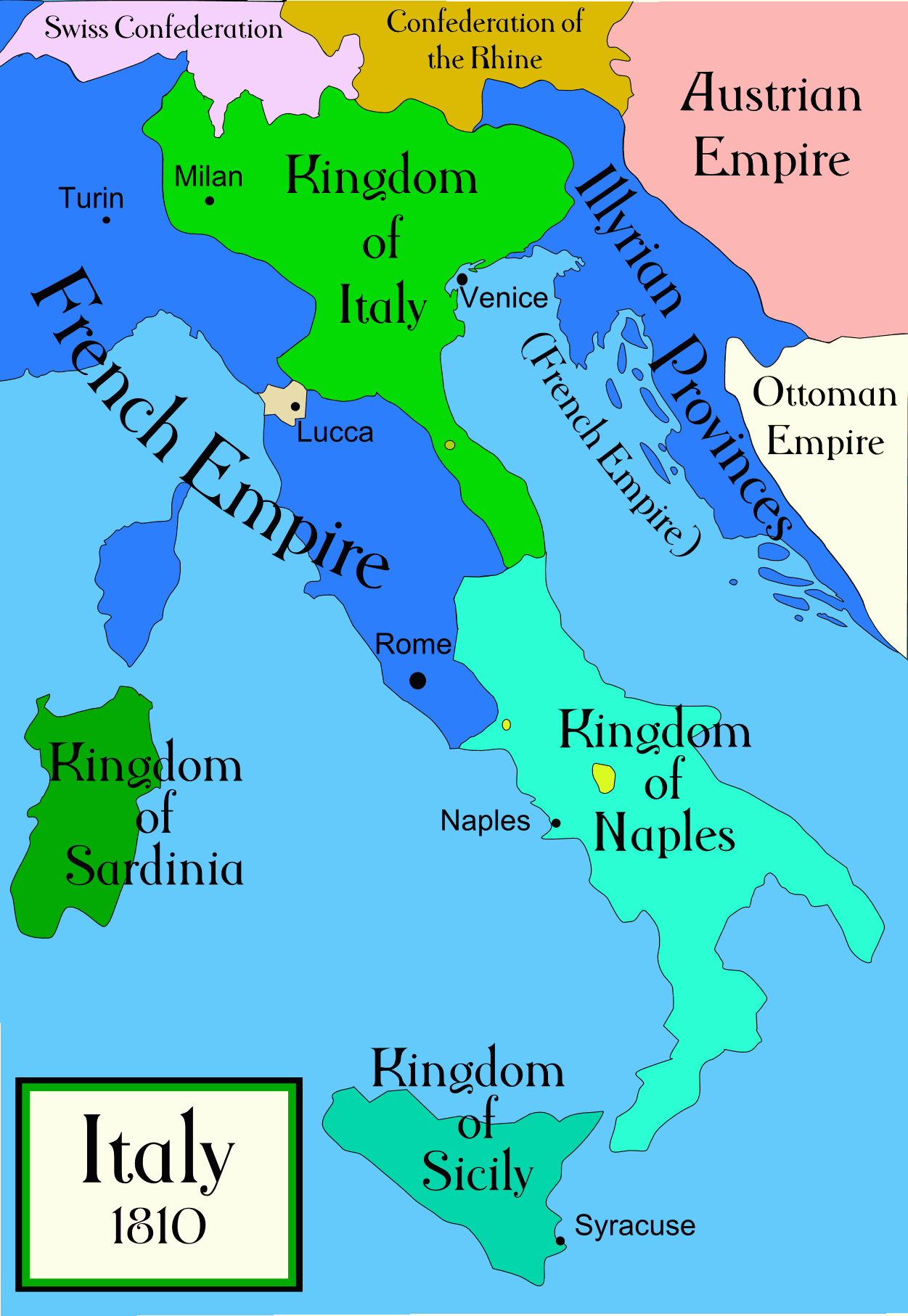
1810年的義大利王國

奇萨尔皮纳共和国（義大利語：Repubblica Cisalpina），或意译作阿尔卑斯山南共和国，是一个意大利统一前位于其中北部的历史政权，统治着伦巴第和艾米利亚—罗马涅以及小部分的维内托和托斯卡纳。建国于1797年6月29日。
这个所谓的“姐妹共和国”（这是那些仿照革命法国建立的国家的称谓）第一次更名为“義大利共和國”（1802年-1805年），此后又更名为“義大利王國”（1805年—1814年）。

## 建立
奇萨尔皮纳共和国1797年6月29日由波拿巴将军在原“年轻的”奇斯帕达纳共和国（诞生于1797年1月9日）之上建成，之后与特兰斯帕达纳共和国（旧米兰公国）于同年6月9日合并。奥地利在同年10月17日签订的《坎波福尔米奥条约》中承认了新的现实，来换取短命的维内托共和国，它在1797年6月29日诞生于威尼斯共和国的残骸之上。

## 首都
奇萨尔皮纳共和国定都于米兰。

## 领土与经济
共和国最大时的领土由旧米兰公国（之前的特兰斯帕达纳共和国），摩德纳与雷焦公国，博洛尼亚、费拉拉与拉文纳（旧教宗国北部辖地），马萨和卡拉拉公国，曼图亚地区，阿达和阿迪杰之间的维内托地区，维罗纳（到河西岸）与罗威戈之间，以及瓦尔泰利纳组成。在1797年，它拥有42500平方公里，300万人口与24万市民，分为20个部分。首都与最重要的人口中心为米兰（在1765年约有124000居民），尽管在过去几个世纪备受外国劫掠，但国家经济繁荣，基于谷物种植与强大的养蚕与畜牧业，传统手工业根基稳固，工业蓬勃发展。

## 与瑞士的关系
共和国与瑞士（后来变成了赫尔维蒂共和国）的关系複雜，这是由于奇萨尔皮纳共和国的强横，它打算将同一文化、同一语言的人合并到一个国家，他的目标是征服瑞士在阿尔卑斯以南说意大利语的地區。

## 制度结构
共和国的机构建立于1796年8月，对法国大加借鉴，也就是所谓的“委员会制”。领土被分为几个区域，选出自己的治安官、法官和选举人，每二百人有一份选举权。最终选出两个议会：上院（quello dei Seniori）下院（quello dei Giuniori）前者由四十至六十名成员组成，有通过法律和修宪的义务，后者则有责任作出法律提案。二者的共同工作则是批准条约、选择委员和管理税收委员会由五名部长组成，行使行政权力，最高权力仍在驻伦巴第的法军指挥官手中。
共和国也采用法国日历与纪年（共和历）。
1797年7月8日，奇萨尔皮纳共和国宪法颁布，内容（立场）温和，以法国1795年宪法为蓝本。

## 三色旗
奇萨尔皮纳共和国也因它对奇斯帕达纳共和国的三色旗的继承而重要，这面三色旗也为今日的意大利共和国所使用。它随着自法国而来的雅各宾、拿破仑的思潮而生。这些共和国的旗帜现存于雷焦艾米利亚的三色旗博物馆。

## 同盟条约
在形式上共和国是一个法國独立的盟国，但事实上同盟条约将之置于法国的控制之下。同盟条约的条款事实上将警察的控制权与驻扎一支两万五千人的部队的权力交给了法国且费用由奇萨尔皮纳共和国承担。还要为拿破仑战争提供一支三万人的部队。

## 共和国的终结
短命的共和国稍后变成了意大利共和国，又三年后，已经称帝的拿破仑宣布建立了意大利王国。